# Buenos Aires, Baja California
Buenos Aires är en ort i Mexiko.   Den ligger i kommunen Tijuana och delstaten Baja California, i den nordvästra delen av landet, 2 300 km nordväst om huvudstaden Mexico City. Buenos Aires ligger 222 meter över havet och antalet invånare är 1 761.
Terrängen runt Buenos Aires är lite kuperad. Runt Buenos Aires är det tätbefolkat, med 913 invånare per kvadratkilometer. Närmaste större samhälle är Tijuana, 10,6 km nordväst om Buenos Aires. Omgivningarna runt Buenos Aires är i huvudsak ett öppet busklandskap.